# Nuovo Centrodestra
Il Nuovo Centrodestra (NCD) è stato un partito politico italiano, guidato da Angelino Alfano.
È nato il 15 novembre 2013 ad opera degli esponenti del Popolo della Libertà contrari al suo scioglimento e alla rifondazione di Forza Italia, nonché favorevoli a continuare a sostenere il Governo Letta.
Dal 2014 appoggiò il Governo Renzi, della cui maggioranza di larghe intese ha fatto parte.
Successivamente alla vittoria del no al referendum costituzionale e alle dimissioni di Matteo Renzi entra nella maggioranza del nuovo Governo Gentiloni.
Il partito viene sciolto ufficialmente il 18 marzo 2017, dal presidente del partito stesso, Angelino Alfano che fonda nella stessa data un nuovo partito, Alternativa Popolare, di ispirazione centrista e moderata.

## Storia

### Scissione dal Popolo della Libertà

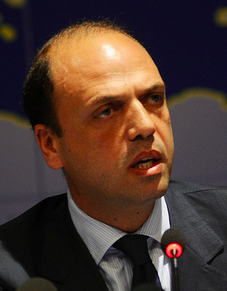
Angelino Alfano

Il 15 novembre 2013 la componente de Il Popolo della Libertà vicina alle posizioni del segretario politico Angelino Alfano, gli altri ministri del governo Letta e altri esponenti di matrice cristiano democratica annunciano la scelta di non partecipare al Consiglio nazionale del PdL del giorno successivo, dove sarà sancito lo scioglimento del partito. Di conseguenza nascono i gruppi parlamentari autonomi. Essi sono formati dai 30 senatori e dai 29 deputati che non hanno seguito Silvio Berlusconi nella rinata Forza Italia, decidendo di continuare a sostenere il governo Letta Vi aderiscono inoltre 7 europarlamentari sui 24 del PdL, che formano un gruppo autonomo all'interno della delegazione italiana del Gruppo PPE, un presidente di Regione (il calabrese Giuseppe Scopelliti, ex MSI-AN-PdL) 16 assessori regionali e 88 consiglieri regionali.
In seguito alla decadenza a Palazzo Madama di Silvio Berlusconi, il suo seggio è andato al primo dei non eletti nelle liste del PdL in Molise, Ulisse Di Giacomo, che ha aderito al gruppo del Nuovo Centrodestra.

### Adesione alle larghe intese col PD
I primi incontri di NCD si sono tenuti il 22 novembre 2013 a Catania con il sottosegretario Giuseppe Castiglione e il 24 novembre a Palermo con Renato Schifani, ex presidente del Senato. La dicitura del partito è stata ceduta gratuitamente il 27 novembre 2013 da Italo Bocchino, ex vicepresidente di Futuro e Libertà per l'Italia che aveva depositato la medesima l'8 marzo 2011. Il 5 dicembre Angelino Alfano ha presentato il simbolo del partito al Tempio di Adriano a Roma e Renato Schifani è stato proclamato presidente del comitato promotore. Il 7 dicembre Angelino Alfano ha presentato ufficialmente il nuovo partito negli ex studios De Paolis nel quartiere romano di Pietralata. Il 15 febbraio 2014 si è svolta al Park Hotel Marriott presso la Fiera di Roma la prima riunione degli amministratori locali che hanno lasciato Il Popolo della Libertà per aderire al Nuovo Centrodestra. Durante la riunione Angelino Alfano ha preso nettamente le distanze da Forza Italia di Silvio Berlusconi. Dopo il sostegno dato al governo di Enrico Letta, il movimento politico decide di sostenere e partecipare al governo di Matteo Renzi. E infatti i tre ministri di NCD giurano il 22 febbraio 2014 assieme agli altri membri del nuovo esecutivo: il 26 febbraio viene designato nuovo coordinatore del partito Gaetano Quagliariello. In seguito alle dimissioni di Matteo Renzi da presidente del consiglio, il Nuovo Centrodestra entra nella maggioranza del nuovo Governo Gentiloni.

#### Nascita del partito durante il Governo Letta
Nella grande coalizione, il Nuovo Centrodestra con il Partito Democratico e Scelta Civica ha sostenuto il Governo Letta, esprimendo 5 ministri, un viceministro e 7 sottosegretari:
- Angelino Alfano, vicepresidente del Consiglio dei Ministri e ministro dell'Interno.
- Beatrice Lorenzin, ministro della Salute.
- Maurizio Lupi, ministro delle infrastrutture e dei trasporti.
- Nunzia De Girolamo, ministro delle politiche agricole, alimentari e forestali, dimessasi dall'incarico il 26 gennaio 2014[26]
- Gaetano Quagliariello, Ministro delle riforme costituzionali.
- Luigi Casero, viceministro all'Economia
- Giuseppe Castiglione, sottosegretario alle politiche agricole, alimentari e forestali
- Simona Vicari, sottosegretario Sviluppo economico
- Sabrina De Camillis, sottosegretario Rapporti con il Parlamento
- Gioacchino Alfano, sottosegretario alla Difesa
- Alberto Giorgetti, sottosegretario all'Economia
- Rocco Girlanda, sottosegretario alle Infrastrutture e trasporti
- Gabriele Toccafondi, sottosegretario all'Istruzione

#### La partecipazione al Governo Renzi
Nella grande coalizione, il Nuovo Centrodestra con il Partito Democratico e Scelta Civica fa parte del Governo Renzi, esprimendo 3 ministri, 2 viceministri e 7 sottosegretari:
- Angelino Alfano, ministro dell'interno.
- Beatrice Lorenzin, ministro della salute.
- Maurizio Lupi, ministro delle infrastrutture e dei trasporti (fino al 20 marzo 2015, dimessosi dall'incarico).
- Luigi Casero, viceministro all'economia e finanze.
- Enrico Costa, ministro degli affari regionali.
- Gioacchino Alfano, sottosegretario alla difesa.
- Massimo Cassano, sottosegretario al lavoro.
- Giuseppe Castiglione, sottosegretario alle politiche agricole, alimentari e forestali.
- Barbara Degani, sottosegretario all'ambiente.
- Antonio Gentile, sottosegretario alle infrastrutture (fino al 3 marzo 2014).
- Gabriele Toccafondi, sottosegretario all'istruzione.
- Simona Vicari, sottosegretario allo sviluppo economico.

#### Partecipazione al Governo Gentiloni
Nella grande coalizione, il Nuovo Centrodestra con il Partito Democratico fa parte del Governo Gentiloni, esprimendo 3 ministri, 2 viceministri e 8 sottosegretari:
- Angelino Alfano, ministro affari esteri e cooperazione internazionale
- Beatrice Lorenzin, ministro della salute.
- Enrico Costa, ministro degli affari regionali.
- Federica Chiavaroli viceministro alla giustizia
- Dorina Bianchi viceministro ai beni e attività culturali e turismo
- Luigi Casero, sottosegretario all'economia e finanze.
- Gioacchino Alfano, sottosegretario alla difesa.
- Massimo Cassano, sottosegretario al lavoro e politiche sociali.
- Giuseppe Castiglione, sottosegretario alle politiche agricole, alimentari e forestali.
- Barbara Degani, sottosegretario all'ambiente e tutela del territorio e del mare.
- Antonio Gentile, sottosegretario allo sviluppo economico.
- Gabriele Toccafondi, sottosegretario all'istruzione, università e ricerca.
- Simona Vicari, sottosegretario alle infrastrutture e trasporti.

### Elezioni europee del 2014
Il 5 marzo 2014 il deputato Alberto Giorgetti, sottosegretario al Ministero dell'Economia nel Governo Letta non riconfermato nel Governo Renzi, lascia NCD per passare a Forza Italia. Il 2 aprile 2014 Gioacchino Alfano (coordinatore pro-tempore del Nuovo Centrodestra per la Campania) ha affermato che NCD avrebbe superato i 120.000 iscritti; lo stesso giorno l'ex sindaco di Milano e senatore Gabriele Albertini, eletto con Scelta Civica, ufficializza la sua adesione a NCD; sale quindi a 32 il numero di senatori di NCD.
Il 13 aprile 2014 il senatore Paolo Bonaiuti, portavoce storico di Berlusconi e già sottosegretario alla presidenza nei Governi Berlusconi, lascia la rinata Forza Italia per aderire a NCD; il giorno dopo l'ex Presidente del Consiglio Enrico Letta smentisce la notizia secondo la quale lui starebbe per aderire a NCD lasciando il Partito Democratico.
In questo periodo si avvicina a NCD l'ex Ministro della Difesa del Governo Berlusconi I, Cesare Previti, allontanatosi da Forza Italia per sostenere la candidatura del Ministro del Governo Renzi Beatrice Lorenzin a capolista alle Europee per la Circoscrizione Italia-centrale: l'avvicinamento del pregiudicato Previti (condannato in via definitiva nel 2006 nel processo IMI-SIR, ex dirigente di spicco della storica Forza Italia ed ex-fedelissimo di Berlusconi) ha destato varie polemiche nel mondo politico e giornalistico italiano perché Angelino Alfano, nei suoi discorsi fin dalla nomina a Segretario del PDL il 1º luglio 2011, ha sempre puntato (almeno in teoria) sul «partito degli onesti» (cioè degli incensurati).
In vista delle elezioni europee del 25 maggio 2014, NCD si allea con l'UdC di Lorenzo Cesa, promuovendo una lista comune con un simbolo unico; questa alleanza, secondo i due partiti, fa riferimento al Partito Popolare Europeo, partito politico europeo di cui faceva parte anche il PdL di Berlusconi, Fini e Alfano alle europee del giugno 2009. Il partito Popolari per l'Italia guidato da Mario Mauro, inizialmente coinvolto nel progetto di Alfano e Cesa di riunire i moderati, il 10 aprile 2014 ha ufficialmente deciso di non prendere parte all'alleanza perché considerata come una "mossa da vecchia politica". Nonostante ciò, Popolari per l'Italia ha inserito 5 suoi candidati nel "listone unico", ma nessuno di loro sarà eletto.
Il 13 aprile 2014 l'assemblea costituente di NCD ha votato lo statuto del partito e ha eletto Angelino Alfano come 2º Presidente di NCD al posto di Renato Schifani (ex 1º presidente di NCD). Il basso risultato elettorale ottenuto nel voto europeo di maggio 2014, di poco superiore alla soglia di sbarramento, produce scontri nella dirigenza di NCD.

### Elezioni regionali e amministrative del 2014
Il 5 luglio, lascia NCD il senatore "cossighiano" Paolo Naccarato (ex assessore regionale della Calabria con il centrodestra ed ex sottosegretario alle riforme nel Governo Prodi II con il centrosinistra, eletto con la lista della Lega Nord in quota 3L grazie alla vicinanza con l'ex Ministro dell'Economia Giulio Tremonti) aderendo al gruppo GAL, costola di Forza Italia al Senato che vota con l'opposizione: Naccarato si era già dimesso dal collegio dei probiviri di NCD alcuni giorni prima criticando la deriva del partito (che a suo avviso va) "verso il nullismo politico" dovuta, a suo avviso, alla mancanza di leadership di Alfano a causa del ruolo ministeriale. Il 13 ottobre 2014 NCD subisce un altro addio importante: il senatore trapanese Antonio D'Alì (ex sottosegretario al Ministero dell'Interno nel II e III Governo Berlusconi, ex presidente della Provincia di Trapani, considerato dalla stampa come un "potente ras di preferenze") lascia NCD per aderire a Forza Italia tra le critiche dei dirigenti di NCD; tuttavia il giorno seguente il senatore Pietro Langella (ex assessore della Provincia di Napoli, ex-UdC ed ex-Forza Campania) a lasciare il gruppo GAL per aderire a NCD e quindi il gruppo NCD al Senato ritorna a 32 componenti.
Il 30 settembre 2014 NCD riesce a eleggere il suo deputato Antonio Leone (già Vicepresidente della Camera dei deputati nella XVI legislatura), come nuovo componente laico del CSM perdendo però un deputato in quanto il subentrante (viste le liste del PdL alle elezioni politiche del febbraio 2013) Trifone Altieri aderisce al gruppo rivale di Forza Italia.
Nel corso del 2014 si sono tenute cinque elezioni regionali: in Sardegna nel febbraio 2014 (dove NCD era assente), in Piemonte nel maggio 2014 (dove NCD correva insieme all'UdC tramite lista unica senza aderire ad alcuna coalizione ed è rimasto fuori dal Consiglio Regionale), in Abruzzo nel maggio 2014 (dove NCD correva insieme all'UdC tramite lista unica aderendo alla coalizione di centrodestra guidata dal governatore uscente Gianni Chiodi ottenendo appena un solo consigliere), in Calabria nel novembre 2014 (dove NCD correva tramite una propria lista alleata solamente con quella dell'UdC ottenendo 3 seggi contro nessun seggio per la lista UdC.
Questo risultato in Calabria, dove NCD ha ottenuto il triplo dei voti dell'UdC, ha spinto la dirigenza dell'UdC ad accettare la proposta di NCD di creare il gruppo parlamentare unitario di Area Popolare nel parlamento nazionale), in Emilia-Romagna nel novembre 2014 (dove NCD correva insieme all'UdC tramite lista unica senza aderire ad alcuna coalizione ed è rimasto fuori dal Consiglio Regionale).
In tutte queste elezioni, i risultati di NCD (con la parziale eccezione del voto calabrese) hanno provocato forti delusioni rispetto alle aspettative. Da notare che in Calabria molti esponenti di NCD (tra cui l'ex presidente della Calabria Giuseppe Scopelliti) hanno abbandonato il partito, per tornare nella tradizionale coalizione di centrodestra a guida berlusconiana, poco prima del voto regionale a causa del basso risultato nel voto europeo.
Anche nelle elezioni comunali che si sono tenute nel 2014 NCD ha ottenuto bassi risultati, sia quando era alleata con il centrodestra berlusconiano e pure quando correva solamente insieme all'UdC. Questi bassi risultati elettorali a livello comunale e regionale hanno provocato forti malumori tra i parlamentari.

### Il gruppo parlamentare unico di Area Popolare
Dopo l'esperienza della lista unica NCD-UdC, i vertici del NCD hanno scelto di mantenere l'alleanza con l'UdC di Pier Ferdinando Casini e ufficializzare la decisione di dar vita entro la fine del 2014 in entrambi i rami del Parlamento a un gruppo unico ribattezzato Area Popolare propedeutico alla nascita di un nuovo partito unico filo-PPE.
A ottobre 2014 Sveva Belviso, ex-vicesindaco di Roma sotto Gianni Alemanno, lascia NCD per fondare AltraDestra, partito d'ispirazione conservatrice.
Maurizio Sacconi il 24 novembre 2014 ha ribadito le profonde differenze con Forza Italia, alleata con la Lega Nord di Matteo Salvini, gruppo politico considerato da NCD come un partito di destra radicale per via della sua alleanza al Parlamento europeo col Fronte Nazionale di Marine Le Pen.
Il 6 dicembre 2014 la senatrice Fabiola Anitori passa dal gruppo misto ad Area Popolare: questo passaggio ha destato scalpore presso il dibattito politico e giornalistico italiano perché Anitori a suo tempo (cioè alle elezioni politiche del 2013) era stata eletta con il Movimento 5 Stelle di Beppe Grillo, gruppo politico molto distante da Area Popolare. Il capogruppo di AP Maurizio Sacconi (esponente di NCD) ha dichiarato che l'arrivo di Anitori dimostra, a suo personale avviso, la correttezza della scelta compiuta da NCD (e dall'UDC) nell'aver fondato Area Popolare.

### La crisi politica in vista delle regionali 2015
Il 31 gennaio 2015 Maurizio Sacconi, tramite lettera ufficiale pubblicata, ha comunicato, in seguito alla decisione di Alfano di votare Sergio Mattarella (Indipendente vicino al PD) durante l'elezione del Presidente della Repubblica, le sue irrevocabili dimissioni da Capogruppo di Area Popolare al Senato. Sacconi denuncia la totale incapacità di Alfano, leader di NCD, di far valere la voce di NCD all'interno della maggioranza (di grande coalizione) che sostiene il Governo Renzi e per lo stesso identico motivo si è dimessa, nello stesso giorno, anche Barbara Saltamartini dall'incarico di portavoce di NCD.
L'ex ministro Nunzia De Girolamo, tramite un comunicato ufficiale pubblicato il 2 febbraio 2015, ha chiesto ad Angelino Alfano di lasciare la guida del Ministero dell'Interno del Governo Renzi per dedicarsi a tempo pieno alla guida del partito in vista del difficile appuntamento delle elezioni regionali 2015 perché, secondo la De Girolamo, bisogna cercare di evitare la ripetizione dei fallimenti ottenuti nelle elezioni comunali e regionali 2014. Nello stesso giorno, pochi giorni dopo l'addio di Giuliano Cazzola, Barbara Saltamartini lascia definitivamente NCD per andare nel gruppo misto, in quanto ritiene che il Governo Renzi non sia più sostenibile, per poi aderire ufficialmente il 1º aprile 2015 alla Lega Nord di Matteo Salvini.
A giugno 2015 il deputato Antonio Marotta, ex componente del CSM in quota UdC, abbandona Forza Italia ed entra nel Nuovo Centrodestra.

### Elezioni regionali e amministrative del 2015
Nuovo Centrodestra decide di presentarsi autonomamente in lista unica con l'Unione di Centro in Toscana. In Veneto sostiene il sindaco di Verona Flavio Tosi assieme al Partito Pensionati e all'UdC.
Nelle Marche decide di appoggiare il governatore uscente del PD Gian Mario Spacca passato al centrodestra con Forza Italia e forma una lista unica con Marche 2020.
In Puglia candida Francesco Schittuli, sostenuto anche da Oltre con Fitto e Fratelli d'Italia - Alleanza Nazionale. In Umbria il centro-destra si presenta unito e candida il sindaco di Assisi Ricci.
In Liguria sostiene Giovanni Toti, forzista, appoggiato anche dalla Lega Nord, e qui NCD forma una lista unica con l'UDC. Infine in Campania sostiene l'uscente Stefano Caldoro assieme a Forza Italia, Fratelli d'Italia-AN e Nuovo PSI.
I risultati finali sono rispettivamente in Toscana (lista NCD-UDC) 1,2%, in Veneto (sempre in lista unica coi centristi) 2% e un seggio, nelle Marche 3,7% e un seggio, in Puglia (assieme al Movimento Schittulli) 5% e due seggi, in Umbria 2%, in Liguria (con l'UDC) e un seggio (ottenuto solamente grazie al listino bloccato del presidente); in Campania, infine, 5,5% e un seggio.

### Nuovi abbandoni
A luglio 2015 il senatore Pietro Langella abbandona NCD e il gruppo Area Popolare per aderire alla neonata formazione Alleanza Liberalpopolare-Autonomie di Denis Verdini.
In agosto 2015 un addio importante in casa NCD: l'ex Ministro dell'Agricoltura del Governo Letta ed ex Capogruppo di NCD e poi Area Popolare (NCD-UDC), la deputata Nunzia De Girolamo abbandona il partito e ritorna in Forza Italia criticando la totale subordinazione del partito al PD di Matteo Renzi.
In settembre 2015 l'europarlamentare Massimiliano Salini lascia il Nuovo Centrodestra per entrare in Forza Italia.
Il 14 ottobre 2015 il senatore Gaetano Quagliariello si dimette dalla carica di coordinatore nazionale del partito, pertanto la medesima carica diviene vacante.
Il 26 ottobre 2015 Carlo Giovanardi lascia il partito insieme al suo movimento Popolari Liberali.
Il 20 novembre 2015 anche Quagliariello lascia il partito e fonda Identità e Azione, passando all'opposizione parlamentare. Con lui lasciano NCD i senatori Luigi Compagna, Andrea Augello e i deputati Vincenzo Piso ed Eugenia Roccella. A loro si unisce anche Giovanardi, già uscito dal partito in precedenza.

### Elezioni amministrative del 2016
In vista delle elezioni amministrative del 2016, in cui sono chiamati al voto molti comuni, nonché i comuni capoluogo (tra cui Roma e Bologna), l'NCD:
- A Trieste il partito sostiene il proprio candidato Alessia Rosolen con la lista Un'altra Trieste-Popolare. Rosolen ottiene il 2,63%, mentre la lista ottiene il 2,83% e non elegge consiglieri.
- A Torino il partito sostiene il candidato di Conservatori e Riformisti Roberto Rosso, presentando in comune con l'UdC la lista Unione di Centro-Area Popolare. La lista ottiene l'1,41% e non elegge consiglieri.
- A Milano NCD sostiene il candidato di centro-destra Stefano Parisi con la lista Milano Popolare. La lista ottiene il 3,14% ed elegge un consigliere comunale.
- A Bologna NCD sostiene Manes Bernardini e appoggia la lista Insieme Bologna, senza però presentare candidati.
- A Roma il partito sostiene il candidato di centro-destra Alfio Marchini con la lista Roma Popolare. La lista ottiene l'1,41% e non elegge consiglieri.
- A Isernia il partito sostiene il candidato centrista Cosmo Tedeschi, presentando in suo appoggio la lista Isernia Civica. La lista ottiene l'1,77% e non elegge consiglieri.
- A Napoli NCD sostiene il candidato di centro-sinistra Valeria Valente con la lista Napoli Popolare. La lista ottiene l'1,99% ed elegge un consigliere.
- A Cagliari il partito sostiene il candidato di centro-destra Piergiorgio Massidda, presentando in suo appoggio la lista Popolari Sardi per Cagliari. La lista ottiene il 3,18% ed elegge un consigliere.

I deludenti risultati delle elezioni provocano forti malumori e scontri all'interno del partito.

### Ulteriori abbandoni
Il 19 luglio 2016 Renato Schifani si dimette da capogruppo di Area Popolare al Senato, in rottura con la scelta centrista di Alfano. Il 4 agosto seguente Schifani e Antonio Azzollini lasciano NCD per aderire alla rinata Forza Italia. Il 18 ottobre seguente anche il deputato Alessandro Pagano lascia NCD per passare alla Lega Nord.
Il 5 dicembre 2016 il deputato Maurizio Bernardo (Presidente della Commissione Finanze della Camera) annuncia le sue dimissioni da NCD e dal gruppo Area Popolare. Tale annuncio non avrà però alcun seguito pratico.

### Referendum costituzionale e la fine del progetto di Area Popolare
Già in occasione della campagna sul referendum costituzionale del 2016 si erano create profonde divergenze tra le due compagini di Area Popolare: il Nuovo Centrodestra sostenne il SI, mentre l'Unione di Centro il NO.
Successivamente, in seguito alla vittoria del NO al referendum, tale frattura si è ufficialmente concretizzata il 6 dicembre 2016, quando il segretario dell'UDC Lorenzo Cesa annuncia la fine del progetto centrista - «forse mai decollato» - di Area Popolare, contestualmente abbandonano quindi i gruppi parlamentari di Area Popolare i quattro deputati e il senatore dell'UDC, sancendo così la fine, oltreché del progetto centrista stesso, anche del gruppo parlamentare e di ogni forma di alleanza tra l'NCD e l'UdC. I deputati UdC Rocco Buttiglione, Paola Binetti, Giuseppe de Mita e Angelo Cera lasciano il gruppo Area Popolare e passano al gruppo misto.
Il 9 febbraio 2017 anche il senatore UdC Antonio de Poli lascia il gruppo Area Popolare; con lui se ne va anche il senatore Giuseppe Esposito, che lascia NCD.

### Dissoluzione
Il 18 marzo 2017 il presidente del partito, Angelino Alfano, annuncia lo scioglimento di Nuovo Centrodestra per costituire il partito Alternativa Popolare. Alfano ha motivato tale scelta con la seguante dichiarazione: "NCD si evolve in nuovo partito politico che ne supera la denominazione ma che si conferma nella sua collocazione politica. Questo perché in Italia è sorta essenzialmente una nuova destra che non intendo criticare ma che non ha nulla a che vedere con la ‘D’ di quel centrodestra in cui abbiamo vissuto e abbiamo creduto in questi anni”.

## Variazioni
- Il 20 e il 23 novembre 2015 abbandonano NCD e il gruppo Area Popolare rispettivamente Eugenia Roccella e Vincenzo Piso.
- Il 20 dicembre 2015 lasciano NCD Carlo Giovanardi, Andrea Augello, Gaetano Quagliariello e Luigi Compagna che aderiscono a Identità ed Azione, passando al gruppo GAL.
- Ad agosto 2016 lasciano il partito per ritornare a Forza Italia due senatori tra cui l'ex-presidente e cofondatore di NCD, Renato Schifani.

## Ideologia e posizioni
Il partito ha i propri riferimenti ideali e valoriali nel cristianesimo democratico e nell'europeismo, unitamente ad aree interne di matrice liberale..

### Diritti civili
In tema di diritti civili, nonostante il 16 marzo 2014 Angelino Alfano avesse precisato la sua contrarietà ai matrimoni per le coppie omosessuali, NCD è favorevole alle unioni civili. Ha quindi affermato: "rispettiamo l'affettività di tutti, siamo persone aperte".

### Immigrazione
In tema di immigrazione, nonostante NCD avesse dichiarato di essere profondamente contrario all'abolizione della legge Bossi-Fini e del decreto Maroni che prevede il reato di immigrazione clandestina, alle votazioni per l'abolizione del suddetto reato al Senato, ha votato a favore, risultando decisivo.
Il 1 novembre 2014, su pressione del ministro Alfano, è iniziata l'operazione Triton (originariamente chiamata Frontex Plus), un'operazione di sicurezza delle frontiere dell'Unione europea condotta da Frontex. L'operazione Triton è iniziata dopo la fine dell'operazione italiana Mare Nostrum, giudicata troppo costosa per un singolo Stato dell'UE (9.000.000 € al mese per 12 mesi).

### Sostanze stupefacenti
In tema di sostanze stupefacenti vi sono posizioni favorevoli alla reintroduzione della legge Fini-Giovanardi, dichiarata incostituzionale dalla Corte costituzionale nel 2014.

### Referendum costituzionale
In tema del referendum costituzionale del 2016 sulla riforma Renzi-Boschi, il Nuovo Centrodestra si è dichiarato favorevole con l'intenzione di voler votare "Sì" per il superamento del bicameralismo paritario, la riduzione del numero dei parlamentari, il contenimento dei costi di funzionamento delle istituzioni, la soppressione del CNEL e la revisione del titolo V della Costituzione.

### Patrimoniale
Il Nuovo Centrodestra si è dichiarato contrario alla presenza della patrimoniale nella legge di stabilità.

### Lavoro
Il Piano Lavoro elaborato prevede:
- Un sistema di protezione unico per chi perde il lavoro;
- Agevolazioni per gli imprenditori che assumono giovani;
- La riduzione del cuneo fiscale;
- Il superamento dell'Articolo 18, affinché esso operi unicamente in presenza di licenziamenti discriminatori.[69]

## Associazioni e fondazioni
- Federazione dei Cristiano Popolari di Mario Baccini
- Cristiano Riformisti di Antonio Mazzocchi
- Rete Italia di Roberto Formigoni
- Riformismo e Libertà di Fabrizio Cicchitto

## Correnti
- Moderati: Rimarcano l'appartenenza al Partito Popolare Europeo e dispongono di un discreto bacino elettorale nell'Italia meridionale. Il gruppo comprende Antonio Azzollini, Antonio Gentile, Antonino Minardo, Gioacchino Alfano, Francesco Cascio, Giuseppe Castiglione e Massimo Cassano.[70][71]
- Riformisti: Culturalmente affini al Partito Democratico, soprattutto in materia di legalizzazione della prostituzione e unioni civili, appoggiano incondizionatamente il suo segretario Matteo Renzi. Membri di spicco sono Beatrice Lorenzin, Fabrizio Cicchitto, Francesco Colucci, Mario Dalla Tor e Rosanna Scopelliti.[72][73]

## Struttura
Gli organi principali sono:
- l'Assemblea Nazionale, di 400 membri fra i quali sindaci e consiglieri regionali, che definisce la linea politica da adottare attraverso mozioni, ordini del giorno e risoluzioni, nonché l'organizzazione dei Coordinamenti regionali;
- la Direzione Nazionale, di 60 membri, ha il compito di attuare gli indirizzi dell'Assemblea Nazionale;
- il Presidente, che dura in carica 3 anni e rappresenta legalmente il partito;
- il Tesoriere, che si occupa della gestione dal punto di vista economico-finanziario e patrimoniale;
- il Collegio dei Probiviri.

### Organi interni
- Presidente: Angelino Alfano (13 aprile 2014 – 18 marzo 2017)
- Presidente del comitato promotore: Renato Schifani (19 novembre 2013 – 11 aprile 2014)
- Coordinatore: Giuseppe Scopelliti (19 novembre 2013 – 22 febbraio 2014); Gaetano Quagliariello (22 febbraio 2014 – 14 ottobre 2015)
- Portavoce: Barbara Saltamartini (2 aprile 2014 – 31 gennaio 2015); Valentina Castaldini (23 febbraio 2015 – 18 marzo 2017)

### Presidenti dei gruppi parlamentari

#### Camera dei deputati
- 18 novembre 2013 – 3 dicembre 2013: Enrico Costa (pro tempore)
- 3 dicembre 2013 – 5 marzo 2014: Enrico Costa, vice: Dorina Bianchi
- 6 marzo 2014 – 9 aprile 2015: Nunzia De Girolamo, vice: Dorina Bianchi & Sergio Pizzolante
- 9 aprile 2015 – 18 marzo 2017: Maurizio Lupi, vice: Dorina Bianchi & Sergio Pizzolante

#### Senato della Repubblica
- 15 novembre 2013 – 21 novembre 2013: Laura Bianconi (pro tempore)
- 22 novembre 2013 – 5 febbraio 2015: Maurizio Sacconi, vice: Laura Bianconi
- 11 febbraio 2015 – 19 luglio 2016: Renato Schifani, vice: Laura Bianconi & Luigi Marino
- 20 luglio 2016 – 18 marzo 2017: Laura Bianconi, vice: Ulisse Di Giacomo & Pippo Pagano

#### Parlamento europeo
- 18 novembre 2013 – 18 marzo 2017: Giovanni La Via

### Coordinatori regionali
- Valle d'Aosta: Ettore Vierin
- Piemonte: Enrico Costa
- Lombardia: Alessandro Colucci; Maurizio Bernardo (vicario per Milano)
- Veneto: Marino Zorzato
- Trentino-Alto Adige: Franca Penasa
- Friuli-Venezia Giulia: Isidoro Gottardo
- Liguria: Gino Garibaldi
- Emilia-Romagna: Sergio Pizzolante e Valentina Castaldini
- Toscana: Gabriele Toccafondi
- Umbria: Luciano Rossi
- Marche: Giacomo Bugaro
- Lazio: Fabrizio Cicchitto; Gianni Sammarco e Stefano De Lillo (vicari per Roma)
- Abruzzo: Federica Chiavaroli
- Molise: Sabrina De Camillis e Ulisse Di Giacomo
- Campania: Gioacchino Alfano; Raffaele Calabrò (vicario per Napoli)
- Basilicata: Vincenzo Taddei
- Puglia: Massimo Cassano; Massimo Ferrarese (vicario per il Salento)
- Calabria: Antonio Gentile
- Sicilia: Francesco Cascio
- Sardegna: Maddalena Calia

## Nelle istituzioni

### Camera dei deputati
Gruppo Area Popolare-NCD-Centristi per l'Italia
| XVII legislatura |
| ---------------- |
| 26 deputati      |

### Senato della Repubblica
Gruppo Area Popolare (NCD-Centristi per l'Italia)
| XVII legislatura |
| ---------------- |
| 27 senatori      |

### Parlamento europeo
Gruppo del Partito Popolare Europeo Delegazione italiana - Gruppo Nuovo Centrodestra
| VII Legislatura    |
| ------------------ |
| 7 europarlamentari |

Gruppo del Partito Popolare Europeo Delegazione italiana - Gruppo Nuovo Centrodestra-Unione di Centro
| VIII Legislatura   |
| ------------------ |
| 1 europarlamentare |

### Vicepresidenti del Consiglio dei Ministri
- Angelino Alfano (Governo Letta)

### Governi e Ministri della Repubblica Italiana
- Governo Letta
  - Gaetano Quagliariello (Ministro per le riforme costituzionali)
  - Angelino Alfano (Ministro dell'interno)
  - Maurizio Lupi (Ministro delle infrastrutture e dei trasporti)
  - Nunzia De Girolamo (Ministro delle politiche agricole alimentari e forestali)
  - Beatrice Lorenzin (Ministro della salute)
- Governo Renzi
  - Enrico Costa (Ministro per gli affari regionali e le autonomie)
  - Angelino Alfano (Ministro dell'interno)
  - Maurizio Lupi (Ministro delle infrastrutture e dei trasporti)
  - Beatrice Lorenzin (Ministro della salute)
- Governo Gentiloni
  - Enrico Costa (Ministro per gli affari regionali con delega alla famiglia)
  - Angelino Alfano (Ministro dell'interno)
  - Beatrice Lorenzin (Ministro della salute)

## Scissioni
- 25 novembre 2015 - Identità e Azione guidata da Gaetano Quagliariello (confluito in Noi Moderati nel 2023)

## Risultati elettorali
| Elezione                     | Elezione                     | Voti      | %    | Seggi  |
| ---------------------------- | ---------------------------- | --------- | ---- | ------ |
| Europee 2014 (Lista NCD-UDC) | Europee 2014 (Lista NCD-UDC) | 1.202.350 | 4,38 | 3 / 73 |

1. ↑  Di cui due seggi a NCD ed un seggio all'UDC

## Simboli

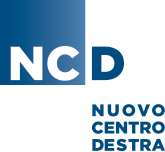
Simbolo ufficiale
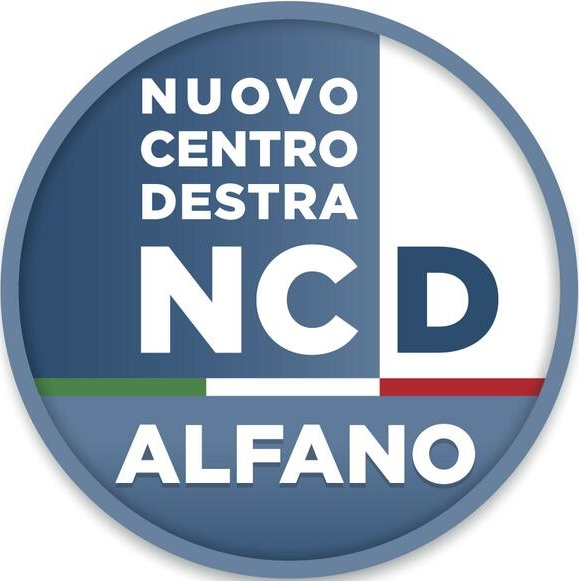
Simbolo elettorale